# Kimolos
Die griechische Kykladen-Insel Kimolos (griechisch Κίμωλος (f. sg.)) bildet zusammen mit Polyegos und einigen unbewohnten Inselchen eine Gemeinde innerhalb der Region Südliche Ägäis.

## Lage
Kimolos liegt in der südwestlichen Ägäis und wird durch die etwas mehr als einen Kilometer schmale Meerenge von Pollonia (στενό Πολύνι) von der südwestlichen Nachbarinsel Milos getrennt. Die Entfernung nach Sifnos beträgt 12 km nach Nordosten. Die Küstenlinie von Kimolos ist stark zerklüftet, in unmittelbarer Nähe liegen zahlreiche Kleinstinseln und Felsen. Die größte zur Gemeinde Kimolos zählende Insel Polyegos liegt rund 2 km östlich der Meerenge von Pyrgi (στενό Πυργί). Die maximale Länge der nahezu runden Insel beträgt von Südwest nach Nordost 8,5 km, die maximale Breite von Nordwest nach Südost fast 7 km. Die Fläche beträgt 37,426 km². Die höchste Erhebung der Insel bildet der 365 m hohe Paleokastro. In der Antike wurde die „kimolische Erde“ als Heilmittel verwendet.

## Kimolos heute
Im Südwesten liegen die Reste einer alten, teilweise versunkenen antiken Stadt auf der jetzigen Insel Agios Andreas.
Die meisten Einwohner der sehr wasserarmen Insel leben immer noch vom Fischfang und der Landwirtschaft. 2007 wurde aufgrund der Wasserarmut höchste Alarmstufe gegeben. Die Insel wurde durch Wasserschiffe versorgt.
Der Tourismus hat auf Kimolos zwar Fuß gefasst, wird aber fast nur im innergriechischen Rahmen betrieben. In den Monaten Juli und August bestehen Unterkunftsengpässe. Vor einigen Jahren wurde die Anlegestelle für die großen Fährschiffe aus Piräus erweitert, so dass die Insel recht zuverlässig angefahren werden kann. Die Verbindung nach Milos (Apollonia) mit einer kleinen Fähre fällt bei höherem Seegang oft aus.

### Siedlungen
Die Gemeinde zählt 910 Einwohner, die fast ausschließlich im Dorf Kimolos oder Chorio leben. Nicht alle der kleineren Siedlungen sind ganzjährig bewohnt.
Einwohnerentwicklung von Kimolos
| Name           | griechischer Name       | Code       | 1920 | 1928 | 1940  | 1951  | 1961 | 1971 | 1981 | 1991 | 2001 | 2011 |
| -------------- | ----------------------- | ---------- | ---- | ---- | ----- | ----- | ---- | ---- | ---- | ---- | ---- | ---- |
| Kimolos        | Κίμωλος (f. sg.)        | 6502000001 | 1859 | 1959 | 1900  | 1536  | 1412 | 1049 | 740  | 687  | 769  | 837  |
| Agios Nikolaos | Άγιος Νικόλαος (m. sg.) | 6502000004 |      |      |       |       |      |      | -    | 001  | 0    | 002  |
| Alyki          | Αλυκή (f. sg.)          | 6502000005 |      |      |       |       |      |      | 005  | 005  | 018  | 017  |
| Goupa-Kara     | Γούπα-Καρά (f. sg.)     | 6502000006 |      |      |       |       |      | -    | 001  | 006  | 011  | 014  |
| Kalamitsi      | Καλαμίτσι (n. sg.)      | 6502000007 |      |      |       |       |      |      | -    | 005  | 007  | 006  |
| Polyegos       | Πολύαιγος (n. sg.)      | 6502000008 |      |      | 10    | 14    | 006  | 004  | 001  | -    | 0    | 002  |
| Prassa         | Πράσσα (n. pl.)         | 6502000010 |      |      |       |       |      | -    | 017  | 004  | 004  | 013  |
| Psathi         | Ψάθη (n. sg.)           | 6502000011 |      |      |       |       |      | 037  | 023  | 020  | 014  | 019  |
| Gesamt         | Gesamt                  | 6502       | 1859 | 1959 | 1911* | 1551* | 1418 | 1090 | 787  | 728  | 769  | 910  |

* 1940 und 1951: für die Insel Agios Efstathios 1 Bewohner
Zur Gemeinde Kimolos zählen auch die unbewohnten Inseln Agios Georgios, Agios Efstathios und Prasonisi.